# Germán Bou Viguer
Germán Bou Viguer   (València, 9 de juliol de 1957) és un productor de música electrònica.
Va estudiar electrònica i mecànica industrial. A la fi de la dècada dels 80 va començar a produir cançons de música electrònica en el context de la Ruta Destroy, usant diversos noms, com Dunne o Boa Club. És compositor i productor d'èxits que van definir el So de València, com Dunne - Espiral, així com diversos temes per al Dj Chimo Bayo. Entre ells destaca el rècord de vendes Así me gusta a mi, per la qual va mantenir posteriorment plets legals amb el Dj pels drets de la cançó.